# Надлацька сільська рада
| Надлацька сільська рада — колишній орган місцевого самоврядування у Новоархангельському районі Кіровоградської області з адміністративним центром у с. Надлак. Сільській раді підпорядковані населені пункти: - с. Надлак - с. Тимофіївка |

## Колишні населені пункти
- Коновалове
- Малоконовалове

## Склад ради
Рада складається з 16 депутатів та голови.

### Керівний склад ради
| ПІБ                       | Основні відомості                                                               | Дата обрання | Дата звільнення |
| ------------------------- | ------------------------------------------------------------------------------- | ------------ | --------------- |
| Васільєв Петро Петрович   | Сільський голова, 1943 року народження, освіта, безпартійний                    | 26.03.2006   | 31.10.2010      |
| Кожушко Лариса Григорівна | Сільський голова, 1966 року народження, освіта середня спеціальна, позапартійна | 31.10.2010   |                 |

Примітка: таблиця складена за даними джерела

## Населення
Згідно з переписом УРСР 1989 року чисельність наявного населення сільської ради становила 3339 осіб, з яких 1497 чоловіків та 1842 жінки.
За переписом населення України 2001 року в сільській раді мешкало 2327 осіб.

### Мова
Розподіл населення за рідною мовою за даними перепису 2001 року:
| Мова       | Відсоток |
| ---------- | -------- |
| українська | 94,72 %  |
| молдовська | 2,53 %   |
| російська  | 1,89 %   |
| білоруська | 0,64 %   |
| вірменська | 0,13 %   |